# 2. československá hokejová liga 1956/1957
2. československá hokejová liga 1956/1957 byla 4. ročníkem československé druhé nejvyšší hokejové soutěže.

## Systém soutěže
Soutěže se účastnilo 12 týmů rozdělených do dvou skupin po 6. Ve skupině se utkaly týmy dvoukolově každý s každým (celkem 10 kol). Vítězové skupin postoupili do kvalifikace o nejvyšší soutěž, které se účastnily také týmy na 11. a 12. místě v nejvyšší soutěži (nejvyšší soutěž se zužovala z 14 na 12 týmů). Účast v dalším ročníku nejvyšší soutěže si zajistily první dva týmy kvalifikace.
Vzhledem k rozšíření soutěže pro příští ročník nikdo nesestupoval.

## Základní část

### Skupina A
| Poř. | Tým                            | Z  | V | R | P | VG | OG | B  |
| ---- | ------------------------------ | -- | - | - | - | -- | -- | -- |
| 1.   | TJ Baník Ostrava               | 10 | 9 | 0 | 1 | 72 | 27 | 18 |
| 2.   | TJ Spartak Moravia Olomouc     | 10 | 8 | 0 | 2 | 51 | 18 | 16 |
| 3.   | TJ Červená hviezda Bratislava  | 10 | 7 | 0 | 3 | 65 | 32 | 14 |
| 4.   | TJ Lokomotíva Tatrapíly Poprad | 10 | 2 | 1 | 7 | 36 | 72 | 5  |
| 5.   | TJ Tatran Prešov               | 10 | 2 | 0 | 8 | 32 | 84 | 4  |
| 6.   | TJ Slovan Prostějov            | 10 | 1 | 1 | 8 | 25 | 48 | 3  |

### Skupina B
| Poř. | Tým                            | Z  | V | R | P | VG | OG | B  |
| ---- | ------------------------------ | -- | - | - | - | -- | -- | -- |
| 1.   | ASD Dukla Olomouc              | 10 | 7 | 0 | 3 | 52 | 23 | 14 |
| 2.   | TJ Dynamo Karlovy Vary         | 10 | 7 | 0 | 3 | 57 | 38 | 14 |
| 3.   | TJ Jiskra Havlíčkův Brod       | 10 | 6 | 0 | 4 | 40 | 29 | 12 |
| 4.   | TJ Jiskra SZ Litvínov          | 10 | 4 | 2 | 4 | 36 | 38 | 10 |
| 5.   | TJ Spartak AZNP Mladá Boleslav | 10 | 4 | 1 | 5 | 36 | 49 | 9  |
| 6.   | TJ Dynamo Praha                | 10 | 0 | 1 | 9 | 24 | 68 | 1  |

Týmy TJ Baník Ostrava a ASD Dukla Olomouc postoupily do kvalifikace o nejvyšší soutěž, ve které oba týmy uspěly a postoupily do dalšího ročníku nejvyšší soutěže. Dukla Olomouc se následně přestěhovala do Jihlavy.